# Castillo de Osaka
El castillo de Osaka (大坂城・大阪城 Ōsaka-jō?) es un castillo japonés ubicado en Osaka. Originalmente llamado Ōzaka-jō, es uno de los castillos más famosos del país y desempeñó un papel importante en la unificación de Japón durante el período Azuchi-Momoyama del siglo XVI.
El castillo cubre una superficie de aproximadamente un kilómetro cuadrado, dentro del parque público del Castillo de Osaka (大阪城公園 Ōsaka-jō kōen?). Fue construido en dos plataformas de terreno rellenado, con murallas a base de piedras cortadas, y está rodeado de un pozo con agua de manera similar a los castillos europeos. El castillo tiene ocho pisos interiores (accesibles por medio de un ascensor), y cinco pisos exteriores, y fue construido sobre una base de piedra alta para proteger a sus ocupantes de atacantes con armas blancas.
El castillo está abierto al público y es fácilmente accesible desde la estación parque público del Castillo de Osaka (大阪城駅 Ōsaka-jō eki?) de la línea circular de Osaka (大阪環状線 Ōsaka-kanjōsen?).
El castillo es un punto popular de encuentro durante los festejos del hanami, que tiene lugar durante el florecimiento del cerezo japonés.
El interior del castillo alberga un museo, una sala de convenciones y el Altar Toyokuni, dedicado a Toyotomi Hideyoshi.

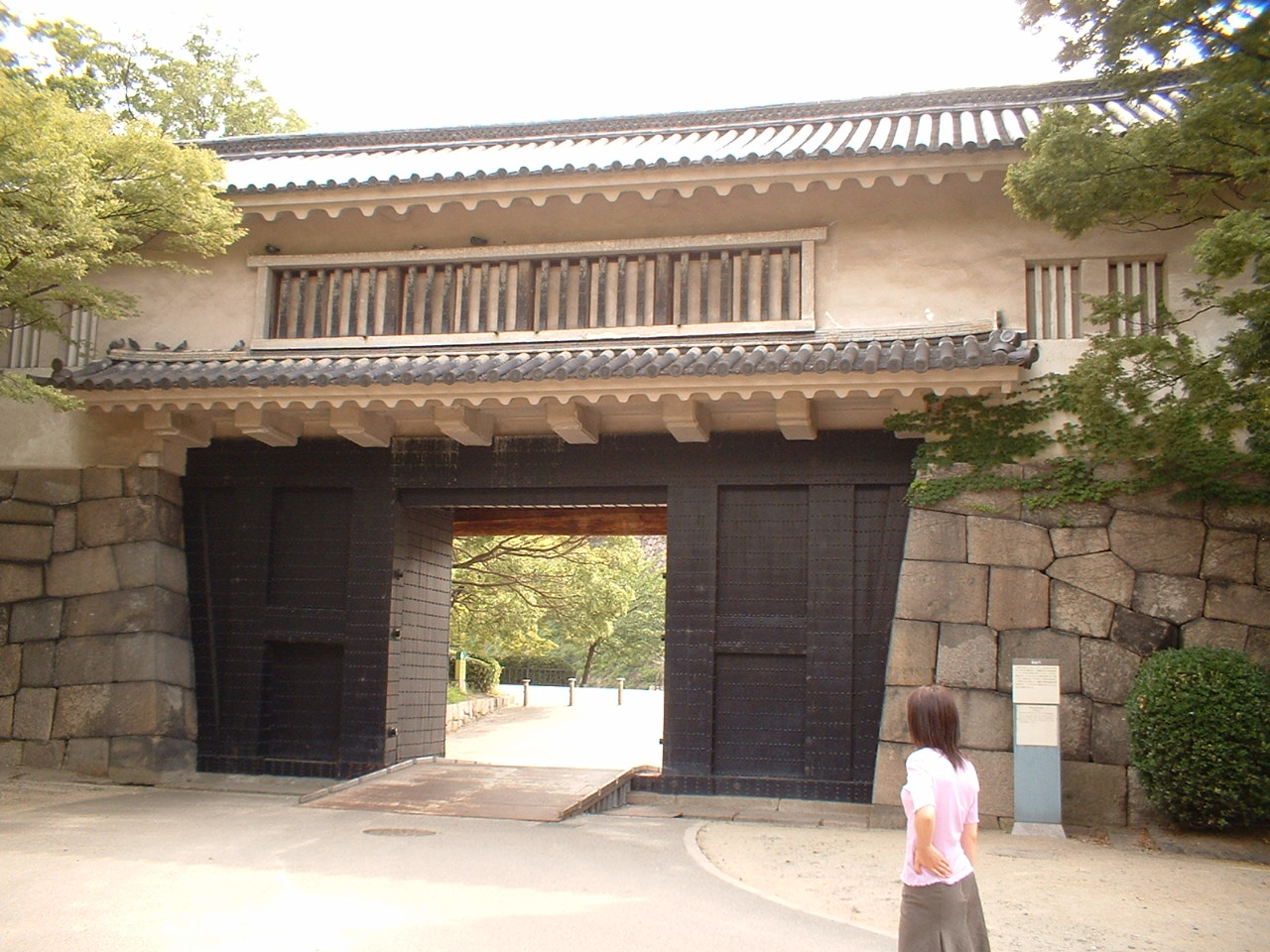
Entrada Aoya en una de las murallas circundantes.

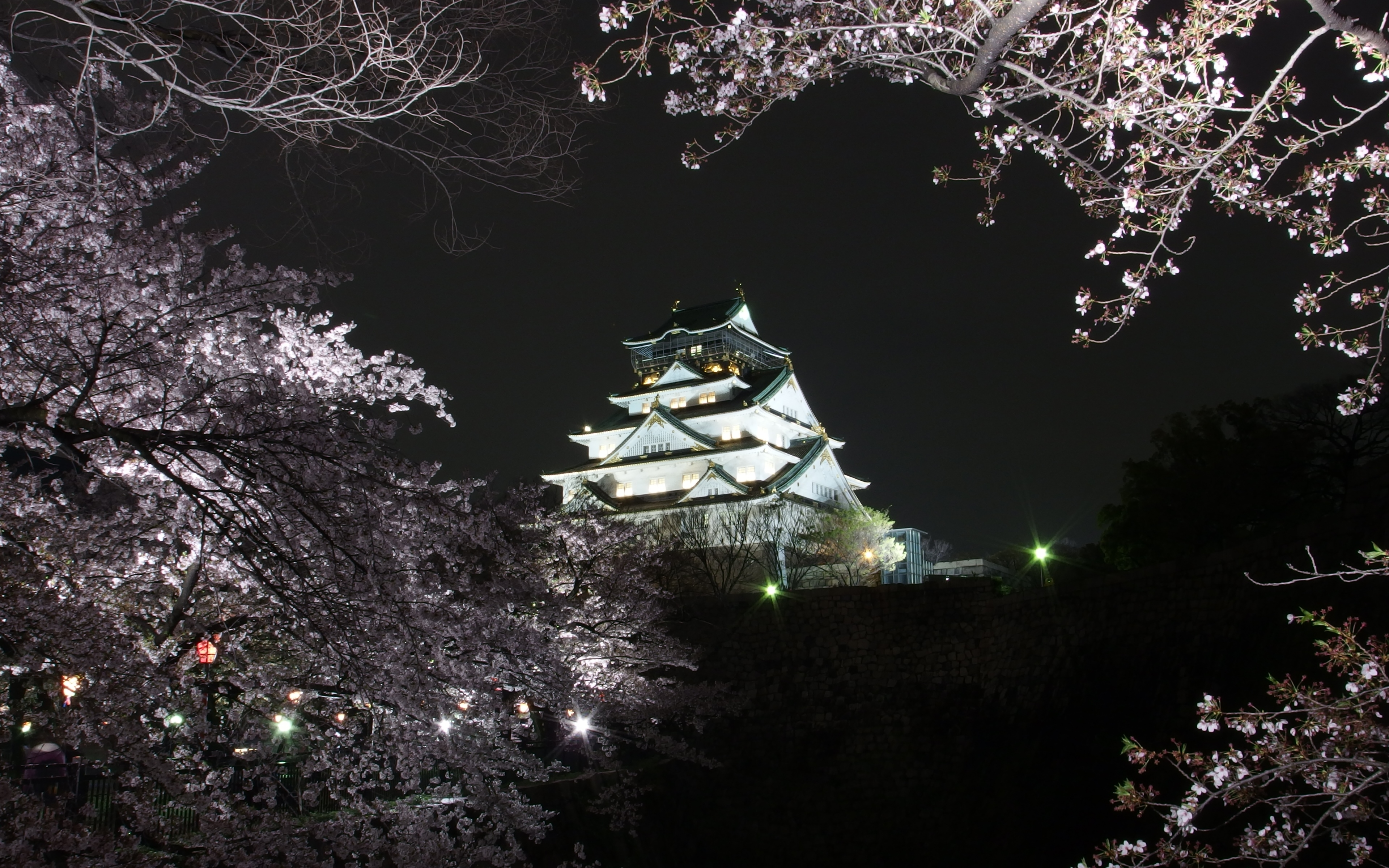
Castillo de Osaka en la noche.

## Historia
- 1583: Toyotomi Hideyoshi comienza a erigir el castillo en el área donde estuvo anteriormente el templo Ikkō-ikki de Ishiyama Hongan-ji. El plan original era construir un castillo parecido al Castillo Azuchi de Nobunaga Oda, pero superior en todos los aspectos, un castillo principal de 5 pisos, con 3 pisos extras por debajo del nivel del piso, con hojas de oro a los lados de la torre para impresionar a los visitantes.
- 1585: Se termina el donjon interior. Toyotomi siguió extendiendo y expandiendo el castillo, haciéndolo más temible para los atacantes.
- 1598: Finalizan las obras. Muere Hideyoshi. El Castillo de Osaka pasa al hijo de Hideyoshi, Toyotomi Hideyori.
- 1600: Tokugawa Ieyasu derrota al ejército de Hideyori en la Batalla de Sekigahara y empieza su propio bakufu en Edo.
- 1614: Tokugawa ataca a Hideyori en el invierno, comenzando el Asedio de Osaka.[1]

Aunque las fuerzas de Toyotomi eran inferiores en una proporción 2:1, se las arreglaron para repeler a los 200 000 hombres del ejército de Tokugawa y proteger el exterior del castillo. Tokugawa intenta reducir las defensas del castillo y comienza a rellenar el foso alrededor del castillo.
- 1615: Durante el verano, Hideyori manda cavar el foso nuevamente. Tokugawa envía de nuevo a sus fuerzas a Osaka, que obligan al ejército de Toyotomi a salir del castillo el 4 de junio. El Castillo de Osaka cae en manos de Tokugawa, el clan Toyotomi desaparece.
- 1620: El nuevo heredero del shogunato, Tokugawa Hidetada, comienza a reconstruir y rearmar al Castillo de Osaka. Erige una nueva torre principal de 5 pisos en el exterior y 8 en el interior y ordena a los clanes samurái que levanten nuevos muros. Los muros construidos en 1620 se conservan hasta el día de hoy.
- 1665: Un rayo incendia la torre principal.
- 1843: Después de años de negligencia, el castillo es remodelado cuando el bakufu recolectó dinero entre la gente de la región para reparar distintas torres.
- 1868: La mayoría del castillo había sido incendiado en los conflictos civiles que se produjeron durante la Reconstrucción Meiji. Bajo el gobierno Meiji, el Castillo de Osaka se convierte en cuartel del ejército.
- 1928: La torre principal es reconstruida después de que el alcalde de Osaka concluyera una colecta de fondos.
- 1945: El bombardeo sobre Osaka durante la Segunda Guerra Mundial daña la reconstruida torre principal.
- 1995: El gobierno de Osaka aprueba otro proyecto de restauración con el fin de remodelar el castillo a su era de esplendor del periodo Edo.
- 1997: Termina la restauración. El castillo es una reproducción de cemento del castillo original. Se han montado elevadores para los visitantes.